# Miradouro da Meia Encosta
O  Miradouro da Meia Encosta  localiza-se na estrada do Norte da ilha, entre a freguesia da Santo amaro, concelho das São Roque do Pico.
Deste miradouro é possível observador uma paisagem de grande amplitude onde se destaca a vista da Ilha de São Jorge que se estende no horizonte. Daqui pode observa-se algumas das riquezas florestais da ilha do Pico, típicas das florestas da Laurissilva carateristicas da Macaronésia.  No caminho de acesso a este local encontra-se uma Bomba Vulcânica de grandes dimensões, sendo a maior de que há registo.